# الدوري البحريني الممتاز 1961–62
الدوري البحريني الممتاز 1961-1962 هي النسخة السادسة من الدوري البحريني الممتاز.

## نظرة عامة
توج المحرق باللقب.